# 288 a.C.

## Eventos
- Quinto Márcio Trêmulo, pela segunda vez, e Públio Cornélio Arvina, pela segunda vez, cônsules romanos.
- 123a olimpíada: Antígono da Macedônia, vencedor do estádio pela segunda vez. Ele havia vencido na olimpíada anterior.[1]